# アルミテープ

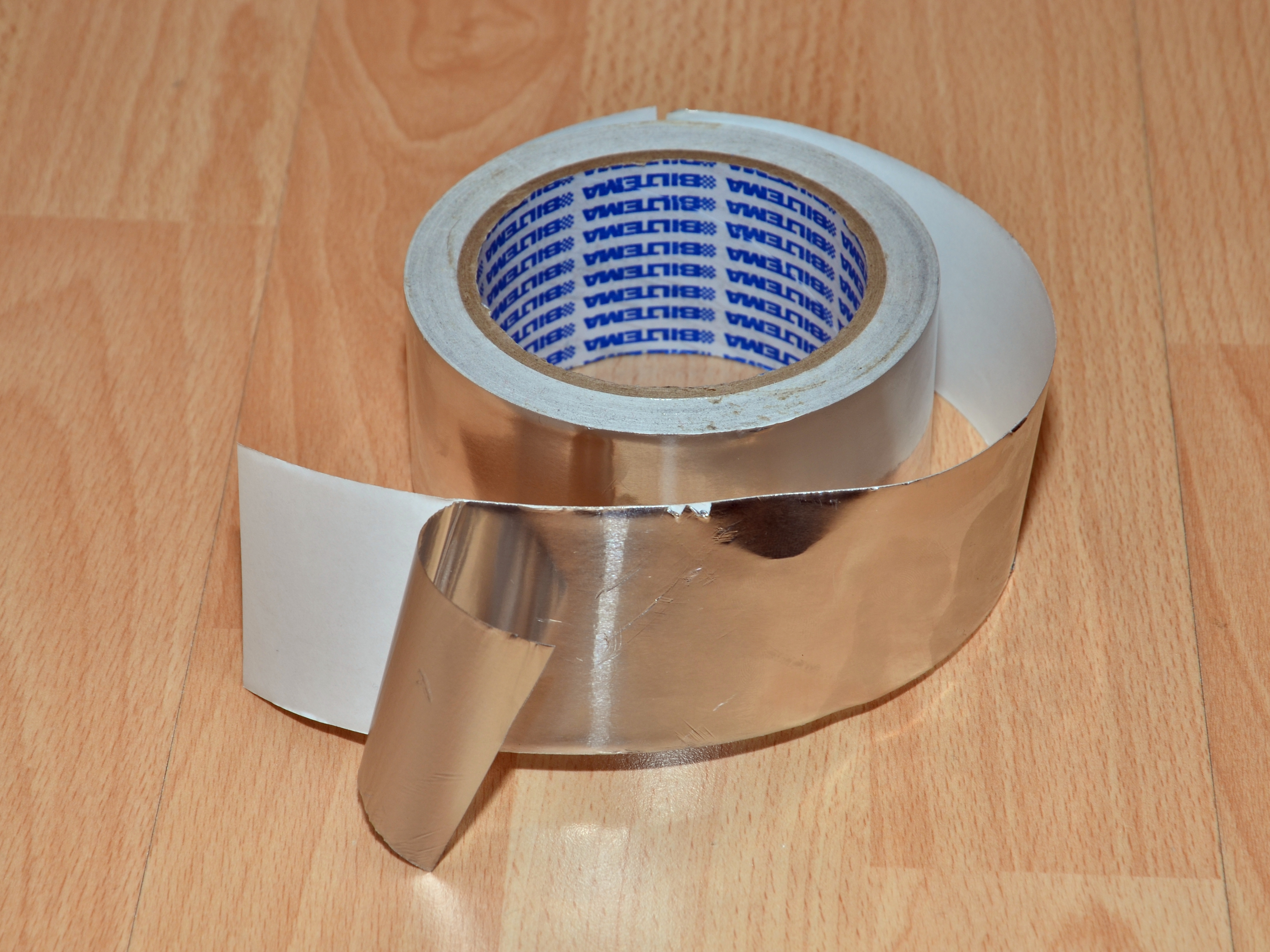

アルミテープとは、アルミニウム材を圧延したアルミ箔のテープであり、金属箔テープの一種。特に裏面に接着剤を塗布して粘着テープとしたものを指すことが多い。
ガムテープのような多くの粘着テープは、わずかずつであるが紫外線、水、酸素等が透過し、接着剤が化学変化や溶剤の揮発により劣化して接着力が失われていく。テープ基材そのものも劣化する。
アルミテープは透過性が低く経年劣化に強いことから、日本では主に、結露が避けられない空調ダクトのシーリングや接合に使用される。他、水周りや屋外用の工事･補修材として用いられる。
基材に耐熱性があることから、高温環境用の製品も存在する。用途に応じて接着剤には各種あるため、剥離紙がある製品とない製品の両方が流通している。
強度上の理由から、0.1ミリから、厚手のもので0.2ミリ程度と、一般に市販されている食品用アルミホイルよりはかなり厚くなっている。幅は梱包用テープと同様の50ミリか75ミリの製品が多い。保護材あるいは光沢材としてある程度の面積を覆って貼り付ける使い方も多く、細幅の製品はあまり見かけられない。
価格は比較的高額で、同じ幅と長さのガムテープの数倍から十倍になる。